# Lethrus crassus
Lethrus crassus is een keversoort uit de familie mesttorren (Geotrupidae). De wetenschappelijke naam van de soort werd in 2004 gepubliceerd door Hillert.